# Royal Hurlburt Weller

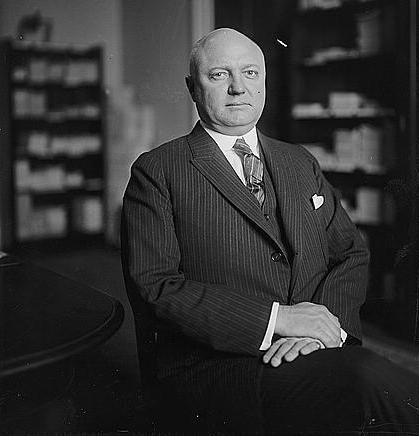
Royal Hurlburt Weller

Royal Hurlburt Weller (* 2. Juli 1881 in New York City; † 1. März 1929 ebenda) war ein US-amerikanischer Jurist und Politiker. Von 1923 bis zu seinem Tode vertrat er den Bundesstaat New York im US-Repräsentantenhaus.

## Werdegang
Royal Hurlburt Weller besuchte öffentliche Schulen und das City College of New York. 1901 graduierte er an der New York Law School. Nach dem Erhalt seiner Zulassung als Anwalt 1902 begann er in New York City zu praktizieren. 1911 wurde er stellvertretender Bezirksstaatsanwalt in Manhattan – ein Posten, den er bis 1917 innehatte. Danach war er wieder als Anwalt tätig. Er war 1918 und 1919 als Counsel des Alien Property Custodian tätig. Politisch gehörte er der Demokratischen Partei an.
Bei den Kongresswahlen des Jahres 1922 für den 68. Kongress wurde Weller im 21. Wahlbezirk von New York in das US-Repräsentantenhaus in Washington, D.C. gewählt, wo er am 4. März 1923 die Nachfolge von Martin C. Ansorge antrat. Er wurde drei Mal in Folge wiedergewählt, starb allerdings vor dem Ende seiner dritten Amtszeit. Sein Leichnam wurde auf dem Woodlawn Cemetery beigesetzt.